# Чудово (Калининский район)
Чудово — деревня в Калининском районе Тверской области. Входит в состав Щербининского сельского поселения.

## География
Находится в юго-восточной части Тверской области на расстоянии приблизительно 9 км на юг по прямой от города Тверь.

## История
Была отмечена ещё на карте 1825 года. В 1859 году здесь (тогда сельцо Тверского уезда) было учтено 13 дворов. На карте 1938 года в деревне отмечено 20 дворов. Ныне имеет дачный характер.

## Население
Численность населения: 114 человека (1859 год), 0 в 2002 году, 1 в 2010.